# 鳥木元博
鳥木 元博（とりき もとひろ、1958年2月24日 - ）は、日本の俳優。新潟県新潟市出身。身長180cm。

## 来歴
桐朋学園演劇科11期生。プロダクション・タンクに所属していた。

## 人物
特技・資格は乗馬、テニス、焚火、筆字、料理、普通自動車運転免許。
方言は新潟弁。

## 出演作品

### テレビドラマ
- 相棒
  - Season1（特殊班班長）
  - Season8（建設業者）
  - Season11（喫茶店マスター）
- 明日を抱きしめて
- アットホーム・ダッド
- アンフェア
- 犬神家の一族
- NHK大河ドラマ
  - 信長 KING OF ZIPANGU
  - 花の乱（狛秀盛）
  - 秀吉
  - 元禄繚乱（木下肥後守公定）
  - 葵 徳川三代（雑賀孫市）
  - 利家とまつ〜加賀百万石物語〜（佐々政次）
  - 篤姫（武家伝奏）
  - 西郷どん
- 演歌の女王
- 親子弁護士の探偵帖
- 新・半七捕物帳 第14話「絵馬」（1997年、NHK）
- 終りに見た街
- 仮面ライダーシリーズ
  - 仮面ライダー龍騎（高岡）
  - 仮面ライダードライブ（赤城稔次）
- 経済ドキュメンタリードラマ ルビコンの決断
- 警視庁捜査一課9係
- サラリーマン金太郎
- さわやか3組
- シバトラ
- 旅がらす事件帖
- TEAM
- 天才てれびくん
- ネオ・ウルトラQ
- 花村大介
- はみだし刑事情熱系
- 百年の物語
- 藤沢周平の人情しぐれ町
- ふたつのスピカ
- やまとなでしこ
- ヨイショの男
- わが家の歴史
- 秘密諜報員 エリカ
- 俺の空 刑事編（蒲田道夫）

### 映画
- あおげば尊し
- 明日への遺言
- 雨あがる
- アンフェア the movie
- 海は見ていた
- おろしや国酔夢譚
- 影武者
- ゴジラシリーズ（Gフォース司令室要員）[2]
  - ゴジラvsメカゴジラ
  - ゴジラvsデストロイア
- ザ・マジックアワー
- Shall we ダンス?
- 13階段
- 接吻
- 大日本人（五代目大日本人）
- 釣りバカ日誌12 史上最大の有給休暇
- 天と地と
- 突入せよ! あさま山荘事件
- 敦煌
- 八月の狂詩曲
- BALLAD 名もなき恋のうた
- ブラック会社に勤めてるんだが、もう俺は限界かもしれない
- 亡国のイージス
- ホワイトアウト
- まあだだよ
- マルタイの女
- ミッドナイト・イーグル
- 夢
- 乱
- 浪人街
- 私は貝になりたい
- ジョーカー・ゲーム

### 劇場アニメ
- 名探偵コナン 沈黙の15分（2011年、北ノ沢ダムの職員）

### 吹き替え
- 天国の樹（リュウの父）

### CF
- ニンテンドーDS

### VP
- 金融防犯
- 東芝
- ボストンサイエンティフィック

### 舞台
- アンチゴｰネ
- 生きてこそ
- 三文オペラ
- どん底